# Shelley-bülbül
A Shelley-bülbül (Arizelocichla masukuensis) a madarak osztályának verébalakúak (Passeriformes) rendjébe és a bülbülfélék (Pycnonotidae) tartozó családja tartozó faj.
A magyar név forrással nincs megerősítve.

## Rendszerezés
Eredetileg  az Andropadus nembe sorolták Andropadus masukuensis néven, 2007-ben Johansson helyezte ebbe a nembe, nem minden szakértő ért vele egyet.

## Előfordulása
Burundi, a Kongói Demokratikus Köztársaság, Kenya, Malawi, Ruanda, Tanzánia és Uganda területén honos.

## Alfajai
- A. m. kakamegae (Sharpe, 1900) – kelet-Kongói Demokratikus Köztársaság, délnyugat-Uganda, délnyugat-Ruanda, nyugat-Ruanda, nyugat-Tanzánia, nyugat-Kenya;
- A. m. kungwensis (Moreau, 1941) – nyugat-Tanzánia;
- A. m. roehli (Reichenow, 1905) – északkelet-, közép- és délnyugat-Tanzánia;
- A. m. masukuensis (Shelley, 1897) – délnyugat-Tanzánia, észak-Malawi.[2]